# Faverolle
Pour l’article homonyme, voir Faverolle (Terre du Milieu).
Le Faverolle est un ruisseau du département de l'Aube, et affluent de la Seine.

## Géographie
Le ruisseau de Faverolle est en fait un des nombreux bras de la Seine de la région de Romilly-sur-Seine. Il y trouve son origine, alimenté par le canal des Moulins, dérivation du canal de Sauvage qui est lui-même un bras, autrefois aménagé, de la Seine, et se jette dans la Seine à Crancey. Une partie de son cours devient le ruisseau de Sellières à la sortie de Romilly.

### Communes traversées
Dans l'Aube ;
Romilly-sur-Seine ~ Saint-Hilaire-sous-Romilly ~ Crancey

## Tourisme
- La ville de Romilly-sur-Seine